# 西南碘泡虫
西南碘泡虫（学名：Myxobolus xinanensis）为碘泡科碘泡虫属的动物。在中国，分布于云南、甘肃等，营寄生生活，寄生在南方裂腹鱼的鳃以及新疆高原鳅的肾。